# Beringius kenicottii
Beringius kenicottii, common name Kenicott's beringius, là một loài ốc biển, là động vật thân mềm chân bụng sống ở biển trong họ Buccinidae.

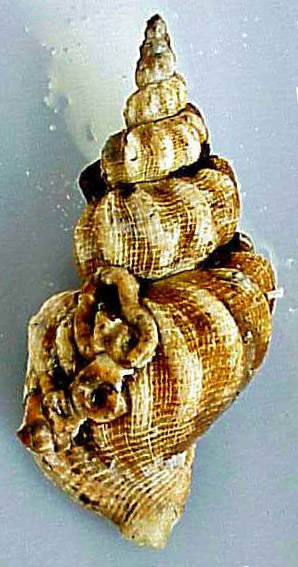
Abapertural view of the vỏ ốc Beringius kenicottii.